# Sciasminettia frontalis
Sciasminettia frontalis är en tvåvingeart som först beskrevs av Johann Wilhelm Meigen 1830.  Sciasminettia frontalis ingår i släktet Sciasminettia och familjen lövflugor. Inga underarter finns listade i Catalogue of Life.